# 1946 في البرازيل
فيما يلي قوائم الأحداث التي وقعت خلال عام 1946 في البرازيل.

## سياسة

### تعيين في المنصب
- 31 يناير – يوريكو غاسبار دوترا رئيس البرازيل.
- 19 سبتمبر – نيريو راموس نائب رئيس البرازيل [الإنجليزية]‏.

## مواليد

### يناير
- 1 يناير – ريفيلينو لاعب كرة قدم برازيلي.

### فبراير
- 17 فبراير – فالدوميرو فاز فرانكو لاعب كرة قدم برازيلي.

### مارس
- 4 مارس – داريو لاعب كرة قدم برازيلي.
- 14 مارس – خوسيه غيلهرمي بالدوكي لاعب كرة قدم برازيلي.

### مايو
- 11 مايو – ميلتون فييرا لاعب كرة قدم أوروغواياني.
- 25 مايو – واشنطن كروز كهنوت برازيلي.

### يوليو
- 6 يوليو – خوسيه لويز فيريرا رودريغيز لاعب كرة قدم برازيلي.

### سبتمبر
- 18 سبتمبر – جويل كامارغو لاعب كرة قدم برازيلي.

### أكتوبر
- 18 أكتوبر – ألفريدو موستاردا فيليو لاعب كرة قدم برازيلي.

### نوفمبر
- 2 نوفمبر – مارييتا سيفيرو ممثلة برازيلية.

### ديسمبر
- 12 ديسمبر – إيمرسون فيتيبالدي

## وفيات

### فبراير
- 9 فبراير – جوليو بريستيس (مواليد 1882)